# Курнан, Андре Фредерик
Андре́ Фредери́к Курна́н (фр. André Frédéric Cournand; 24 сентября 1895, Париж — 19 февраля 1988, Грейт-Баррингтон, штат Массачусетс, США) — американский врач и физиолог, по происхождению француз.
Член Национальной академии наук США (1958).

## Биография
В 1930 году окончил медицинский факультет Парижского университета, в том же году переехал в Нью-Йорк. С 1951 года профессор медицинского факультета Колумбийского университета.

## Нобелевская премия
За разработку и усовершенствование метода клинической диагностики пороков сердца (катетеризация сердца) удостоен (совместно с В. Форсманом и Д. Ричардсом) Нобелевской премии (1956).